# Fundacja na rzecz Wielkich Historii
Fundacja na rzecz Wielkich Historii w Warszawie – Organizacja pożytku publicznego z siedzibą w Warszawie, zajmująca się edukacją historyczną oraz popularyzacją historii. W latach 2008–2019 funkcjonowała pod nazwą Fundacja Pamięć i Tożsamość.
Prezesem fundacji jest filmowiec Maciej Piwowarczuk

## Położenie siedziby
Siedziba fundacji od 2019 r. znajduje się w warszawskim Wawrze, na osiedlu Marysin Wawerski w zabytkowym budynku dawnej szkoły powszechnej, zwanym popularnie Murowanką. W siedzibie fundacji odbywają się prelekcje, pokazy filmowe i spotkania autorskie. Znajduje się tu także, stworzony we współpracy z warszawskim ratuszem, „digipunkt”, w którym mieszkańcy mogą za darmo digitalizować posiadane przez siebie archiwa filmowe, zdjęcia, dokumenty oraz nagrania audio.

## Działalność fundacji
Głównym obszarem działania Fundacji na rzecz Wielkich Historii jest edukacja historyczna i popularyzacja wiedzy historycznej w oparciu o współczesne techniki narracyjne. Działalność fundacji oparta jest przede wszystkim o narzędzia internetowe oraz spotkania w przestrzeni miejskiej.
Od początku swego działania instytucja zrealizowała szereg projektów muzealniczych. Niektóre z nich to:
- Polacy w kulturze świata (2017 r.) – Przedstawienie życiorysów 18 Polaków, którzy w okresie zaborów dali znaczny wkład w rozwój nauki i kultury innych państw[4].
- Warszawa 1794 (2017 r.) – Projekt edukacyjny poświęcony tematowi życia codziennego w Warszawie czasu Insurekcji kościuszkowskiej, połączony z grą miejską[5].
- Wirtualne Muzeum Tadeusza Kościuszki (2017 r.) – Muzeum w przestrzeni wirtualnej poświęcone postaci Tadeusza Kościuszki i jego roli w budowaniu polskiej nowoczesności[6]. Na internetowej wystawie udostępniono ponad 100 obiektów związanych z postacią polsko-amerykańskiego generała[7].
- Letnie ostatki (od 2019 r., wydarzenie cykliczne) – Wystawa plenerowa poświęcona wydarzeniom i atmosferze ostatnich dni sierpnia 1939 roku, szczególnie w optyce dzieci[8]. Prezentowana na plaży nad Wisłą w ostatnią sobotę sierpnia.
- Wirtualne Muzeum Konfederacji Barskiej (2019 r.) – Muzeum w przestrzeni wirtualnej, wykorzystujące w celach edukacyjnych mechanikę gier RPG, w którą wplecione są historyczne postaci i wydarzenia związane z Konfederacją barską[9].
- Zaopiekuj się pamięcią (2019-2020 r.) – Projekt mający na celu zainteresowanie młodzieży z województwa mazowieckiego ich historią lokalną. W trakcie projektu wytypowano 60 miejsc pamięci lokalnej w mniejszych miejscowościach, które następnie zostały objęte opieką przez młodzież szkolną[10]. Przy realizacji projektu zastosowano, stworzoną przez fundację aplikację mobilną, ToTuBy[11].
- Wirtualne Muzeum Polskiego Państwa Podziemnego (planowe zakończenie – 2022 r.) – Wirtualne muzeum oraz archiwum społeczne zajmujące się digitalizacją, badaniem i udostępnianiem historii na temat mniej znanych postaci i aspektów funkcjonowania Polskiego Państwa Podziemnego[12].